# Der Schmetterlingseffekt
Der Schmetterlingseffekt è il quarto album da solista del rapper tedesco Bass Sultan Hengzt, pubblicato il 14 settembre 2007 dall'etichetta discografica Amstaff Murderbass.

## Tracce
CD 1
1. Intro
2. Blockbuster
3. Schmetterlingseffekt
4. Klassenfahrt
5. Skit 1
6. Ghettopräsident
7. Scheiss was drauf
8. Tattoo
9. Streben nach glück (feat. Josof)
10. Morgen wird ein besserer tag (feat. Automatikk)
11. Verlorene jungs
12. Ich bin wer..? (feat. Automatikk)
13. Vergiss mein nicht
14. Deadly Games (feat. Godsilla)
15. Sie wissen nicht was sie tun (feat. Josof)
16. Skit 2
17. Lullaby
18. Für mein engel
19. Seelenfrieden (feat. Sido)
20. Ich gehör nicht dir (feat. Xavier Naidoo)
21. H.e.n.gzt
22. Das Letzte Mal

CD 2
1. Nix zu verlieren
2. Einzelkampf (feat. King Orgasmus One)
3. In den Jeans (feat. Godsilla & King Orgasmus One)
4. Schritt für schritt
5. 3 Kingz (feat. Automatikk)
6. Ketten raus kragen hoch 2007